# Woolwich
Woolwich (udtales som Woolitch) er et sted i det sydøstlige London, i bydelen Greenwich. Det ligger på sydsiden af Themsen, med en lille eksklave, North Woolwich, som nu er omfordelt til bydelen Newham, på nordsiden af floden.
Indtil 1965 var Woolwich en del af den selvtændige kommune Metropolitan Borough of Woolwich.
Der går færge over Themsen ved Woolwich, og der er også en fodgængerundergang som giver forbindelse til nordsiden.
Stedet har en lang tilknytning til militæret. I 1512 blev marineværftet Woolwich Dockyard grundlagt der, i 1671 kom Woolwich Arsenal og i 1741 kom Royal Military Academy. Det er fortsat en militærbase og et militært museum i Woolwich.
Fodboldklubben Arsenal FC blev grundlagt i Woolwich i 1886 af arbejdere ved det militære arsenal. Den hed oprindelig Dial Square, blev så Woolwich Arsenal og en gang efter 1891 bare Arsenal. Klubben flyttede til Highbury i det nordlige London i 1913.
University of Greenwich blev grundlagt i 1892 som Woolwich Polytechnic. Det skiftede navn til Thames Polytechnic i 1970, og fik universitetsstatus i 1992.
I 1974 blev McDonald's første restaurant i Storbritannien åbnet i Woolwich.